# メチルクェルセタゲニン 6-O-メチルトランスフェラーゼ
メチルクェルセタゲニン 6-O-メチルトランスフェラーゼ (Methylquercetagetin 6-O-methyltransferase, EC 2.1.1.84) は、以下の化学反応を触媒する酵素である。
S-アデノシル-L-メチオニン + 5,6,3',4'-テトラヒドロキシ-3,7-ジメトキシフラボン{\displaystyle \rightleftharpoons }S-アデノシル-L-ホモシステイン + 5,3',4'-ヒドロキシ-3,6,7-トリメトキシフラボン
したがって、この酵素の2つの基質はS-アデノシル-L-メチオニンと5,6,3',4'-テトラヒドロキシ-3,7-ジメトキシフラボン、2つの生成物はS-アデノシル-L-ホモシステインと5,3',4'-ヒドロキシ-3,6,7-トリメトキシフラボンである。
この酵素は、転移酵素、特に1炭素基を転移させるメチルトランスフェラーゼのファミリーに属する。系統名は、S-アデノシル-L-メチオニン:3',4',5,6-テトラヒドロキシ-3,7-ジメトキシフラボン 6-O-メチルトランスフェラーゼ (S-adenosyl-L-methionine:3',4',5,6-tetrahydroxy-3,7-dimethoxyflavone 6-O-methyltransferase) である。